# Gunderath
Gunderath ist eine Ortsgemeinde im Landkreis Vulkaneifel in Rheinland-Pfalz. Sie gehört der Verbandsgemeinde Kelberg an.

## Geographische Lage
Der Ort liegt in der Eifel, etwa zwölf Kilometer von Daun und 20 km von Mayen entfernt. Zu Gunderath gehört auch der Wohnplatz Blumsmühle.

## Geschichte
Gunderath gehörte bis zum Ende des 18. Jahrhunderts zum Schultheißenamt Uersfeld des kurkölnischen Amtes Nürburg.
Im Jahr 1794 hatten französische Revolutionstruppen das Linke Rheinufer besetzt. Unter der französischen Administration gehörte Gunderath von 1798 bis 1814 zum Kanton Ulmen im Rhein-Mosel-Departement. Aufgrund der 1815 auf dem Wiener Kongress getroffenen Vereinbarungen kam die Region zum Königreich Preußen. Unter preußischer Verwaltung war die Gemeinde Gunderath dem Kreis Adenau im Regierungsbezirk Koblenz zugeordnet und wurde von der Bürgermeisterei Kelberg verwaltet. Diese ging 1927 im Amt Kelberg und 1968 in der Verbandsgemeinde Kelberg auf. Nach dem Ersten Weltkrieg stand das Gebiet unter französischer Militärverwaltung. Bei der Auflösung des Kreises Adenau im Jahr 1932 kam Gunderath zum Kreis Mayen. Seit 1946 ist die Region Teil des Landes Rheinland-Pfalz und gehörte bis 1949 bzw. 1955 zur Französischen Besatzungszone.
Im Zuge der kommunalen Neuordnung von Rheinland-Pfalz kam die Gemeinde am 7. November 1970 vom gleichzeitig aufgelösten Landkreis Mayen zum Landkreis Daun (heute Landkreis Vulkaneifel).

## Politik

### Gemeinderat
Der Gemeinderat in Gunderath besteht aus sechs Ratsmitgliedern, die bei der Kommunalwahl am 9. Juni 2024 in einer Mehrheitswahl gewählt wurden, und dem ehrenamtlichen Ortsbürgermeister als Vorsitzendem.

### Bürgermeister
Jochen Wagner wurde am 1. Juli 2024 Ortsbürgermeister von Gunderath. Da für die Direktwahl am 9. Juni 2024 kein Wahlvorschlag eingereicht wurde, erfolgte die Neuwahl gemäß rheinland-pfälzischer Gemeindeordnung durch den Rat, der sich auf seiner konstituierenden Sitzung für Jochen Wagner entschied.
Wagners Vorgänger Robert Jan Dogterom hatte das Amt am 10. November 2020 übernommen. Zuvor war Nick Radermacher seit dem 29. Februar 2016 Ortsbürgermeister und war auch am 17. Juni 2019 vom Gemeinderat wiedergewählt worden, hatte aber im September 2020 seinen Rücktritt eingereicht. Radermachers Vorgänger waren von 2009 bis zu seinem berufsbedingten Rücktritt Ende 2015 Markus Theisen, sowie von 1997 bis 2009 Burghardt Hamel.

### Wappen
| Wappen von Gunderath | Blasonierung: „Von Silber über Schwarz geteilt, oben ein schwarzes Balkenkreuz, unten ein silberner, goldbewehrter Habicht, den rechten Fang erhoben.“ |
| Wappen von Gunderath | |

## Sehenswürdigkeiten

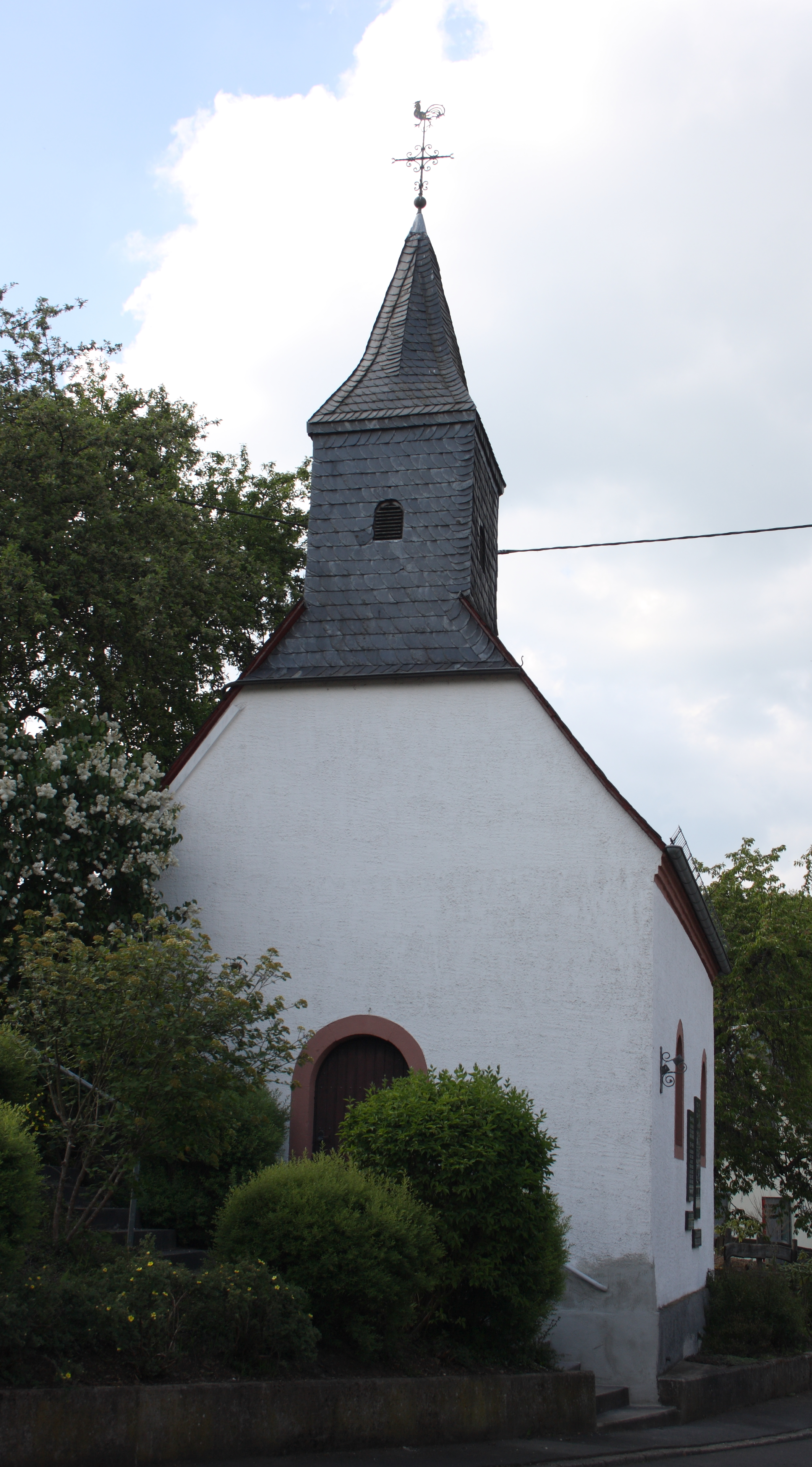
St. Quirinus (Gunderath)

Im Ortskern steht die katholische Filialkirche zum Hl. Quirinus. Sie wurde 1785 erbaut und ist barock ausgestattet.
Oberhalb des Dorfes befindet sich der Ferienpark Heilbachsee, der heute als Center Parcs Park Eifel bezeichnet wird.